# Quatrième Groupe
Le Quatrième Groupe, Organisation psychanalytique de langue française (OPLF), est une école de psychanalyse française, fondée en 1969.

## Histoire
Le Quatrième Groupe est fondé en 1969 par Piera Aulagnier, François Perrier et Jean-Paul Valabrega. Jean-Paul Valabrega avait quitté, le premier d'entre eux, l'École freudienne de Paris, alors dirigée par Jacques Lacan, du fait de désaccords théoriques sur la formation des psychanalystes. En décembre 1968, la scission était consommée.

### Chronologie de la fondation
Dans Voyages extraordinaires en Translacanie, François Perrier évoque des travaux préparatoires à la naissance du Quatrième Groupe qui s’étendirent sur près de trois mois, incluant une réunion les 22 et 23 février à Ermenonville. Les statuts sont rédigés par Jean-Paul Moreigne. Selon Jacques Sédat et Michelle Moreau Ricaud, la décision de fonder le Quatrième Groupe aurait été prise chez François Perrier. Élisabeth Roudinesco quant à elle ne mentionne pas de décision préalable mais évoque uniquement la réunion instituante au pavillon d'Ermenonville. Quoi qu'il en soit, Sophie de Mijolla-Mellor, qui évoque « la première réunion destinée à créer le Quatrième Groupe » à Ermenonville (Oise), souligne que la décision de fonder un nouveau groupe et donc de rassembler les psychanalystes décidés à s'y joindre, revient à Piera Aulagnier, François Perrier et Jean-Paul Valabrega.
La réunion instituante s'appuie sur deux textes de Piera Aulagnier et Jean-Paul Valabrega et aboutissent à une charte fondatrice, le « Cahier bleu ». Le Quatrième Groupe se compose de dix personnes : Piera Castoriadis-Aulagnier, François Perrier et Jean-Paul Valabrega, rejoints par Gabrielle Dorey, Evelyne-Anne Gasquières, André Missenard, Jean-Paul Moreigne, Antoinette Perrier-Gordowski, Nathalie Zaltzman, Charles Zygel.
Le 17 mars 1969, les statuts sont déposés à la préfecture de Paris, François Perrier en prend la présidence, et Piera Aulagnier devient secrétaire psychanalytique, Evelyne-Anne Gasquères, secrétaire scientifique, Jean-Paul Moreigne, secrétaire administratif et Gabrielle Dorey, trésorière. Les statuts du groupe permettent la tenue de « réinstituantes », dont la première a lieu le 1er mai 1970 : le but de ces sessions était d'affiner les principes de fonctionnement et d'établir un projet scientifique. De nouveaux adhérents rejoignent le Quatrième Groupe, notamment Liliane Boisseau, Paulette Dubuisson, Micheline Enriquez, Jacques Felician, ou encore Pierre Sabourin.
En décembre 1970, une assemblée générale entérine les aménagements des principes de fonctionnement du Quatrième Groupe, à partir des travaux entamés entre avril et juin 1969, sur la base des articles sur la formation écrits par Perrier, Aulagnier et surtout Valabrega,.
Son nom de Quatrième Groupe vient de la quatrième place qu'occupe ce groupe dans l'histoire du mouvement psychanalytique français, par rapport aux trois associations françaises existantes : la Société psychanalytique de Paris, l’Association psychanalytique de France et l’École freudienne de Paris.
Des modifications importantes quant au fonctionnement de l'organisation sont intervenues à la suite d'une réflexion collective entamée en 1980 et ont donné lieu à deux textes : l'un sur la formation et l'habilitation, l'autre sur les principes de fonctionnement.
Dès sa fondation, le Quatrième Groupe est particulièrement attentif aux questions de « pouvoir, d'appartenance et de formation » et notamment au risque d'« inféodation par le biais des filiations analytiques ». Sophie de Mijolla-Mellor relève également la préoccupation que la formation ne devienne pas un rituel qui permette au candidat d'obtenir un diplôme et d'être reconnu par ses collègues. L'énoncé de ces principes dans le Cahier bleu et les aménagements qui lui sont apportés lors des « réinstituantes » doivent y veiller.

### Principaux points institués
Deux catégories de membres sont prévues :
- les analystes membres ;
- les « participants », qui ne sont pas forcément élèves, mais peuvent décider d'entrer en formation.

La formation ne prévoit pas de fonction d'analyste didacticien. Au terme d'une analyse personnelle, le candidat entreprend une (ou plusieurs) analyse dite « quatrième », qui correspond à une « analyse supervisée », auprès d'un analyste membre et participe par ailleurs à des sessions de formation.
En février 2005, plusieurs membres du Quatrième groupe se séparent de celui-ci et fondent la Société psychanalytique de recherche et de formation.
L'organisation comporte 45 membres au 1er février 2021, dont 12 sont honoraires. Ses activités concernent également un certain nombre de participants engagés dans un processus de formation psychanalytique.

## Personnalités liées au Quatrième Groupe
- Piera Aulagnier
- François Perrier
- Jean-Paul Valabrega
- Nathalie Zaltzman
- Sophie de Mijolla-Mellor
- Eduardo Colombo

## Publications du Quatrième Groupe
Le Quatrième Groupe publie chaque année ses Actes, textes issus des conférences des journées scientifiques du Quatrième Groupe auxquelles s’ajoutent des articles en rapport avec le thème traité. Les Actes réunissent des auteurs appartenant au Quatrième Groupe comme à d’autres Sociétés de psychanalyse, ou d’autres disciplines.
- Au-delà des mots… La cure de parole – Actes 10 du Quatrième Groupe, Paris, In Press, 2021
- Destin d’un idéal – Actes 9 du Quatrième Groupe, Paris, In Press, 2020  (ISBN 978-2-84835-574-0)
- Le roc des passions – Actes 8 du Quatrième Groupe, Paris, In Press, 2019  (ISBN 978-2-84835-518-4)
- Nouvelles perspectives en psychanalyse à partir de l’œuvre de Piera Aulagnier – Actes 7 du Quatrième Groupe, Paris, In Press, 2018  (ISBN 978-2-84835-451-4)
- Le rêve, entre actuel et origines – Actes 6 du Quatrième Groupe, Paris, In Press, 2017  (ISBN 978-2-84835-375-3)
- Le meurtre et l’inceste – Actes 5 du Quatrième Groupe, Paris, In Press, 2016  (ISBN 978-2-84835-335-7)
- Paradoxes du féminin – Actes 4 du Quatrième Groupe, Paris, In Press, 2015  (ISBN 978-2-84835-306-7)
- L’œuvre d’art : un ailleurs familier – Actes 3 du Quatrième Groupe, Paris, In Press, 2014  (ISBN 978-2-84835-270-1)
- Autour de l’œuvre de Jean-Paul Valabrega – Actes 2 du Quatrième Groupe, Paris, In Press, 2013  (ISBN 978-2-84835-254-1)
- La situation de la psychanalyse – Actes 1 du Quatrième Groupe, Paris, In Press, 2012  (ISBN 978-2-84835-225-1)